# Lars Nicander
Lars David Ingemar Nicander, född 27 december 1953 i Tånnö församling i Jönköpings län, är en svensk statsvetare.

## Biografi
Nicander avlade filosofie kandidat-examen vid Stockholms universitet 1983 och anställdes samma år vid Liberala Nyhetsbyrån. Åren 1993–1997 var han forskningsledare vid Försvarets forskningsanstalt tillika lärare i totalförsvar vid Operativa linjen på Militärhögskolan (från den 1 januari 1997 Försvarshögskolan). 1998-2021 var han utredningschef och chef för Centrum för asymmetriska hot- och terrorismstudier (CATS) vid Försvarshögskolan. Han disputerade 2015 som politices doktor vid Åbo Akademi med avhandlingen New threats – old routines.
Lars Nicander invaldes 1999 som ledamot av Kungliga Krigsvetenskapsakademien.